# Clásica de Almería 2023
La 38.ª edición de la clásica ciclista Clásica de Almería fue una carrera en España que se celebró el 12 de febrero de 2023 sobre un recorrido de 190,3 kilómetros con inicio en el municipio almeriense de Puebla de Vícar y final en Roquetas de Mar.
La carrera formó parte del UCI ProSeries 2023, calendario ciclístico mundial de segunda división, dentro de la categoría UCI 1.Pro y fue ganada por el italiano Matteo Moschetti del Q36.5 Pro. Completaron el podio, como segundo y tercer clasificado respectivamente, los belgas Arnaud De Lie del Lotto Dstny y Jordi Meeus del Bora-Hansgrohe.

## Equipos participantes
Tomaron parte en la carrera 21 equipos: 9 de categoría UCI WorldTeam invitados por la organización y 12 de categoría UCI ProTeam. Formaron así un pelotón de 145 ciclistas de los que acabaron 140. Los equipos participantes fueron:
| WorldTeams (9)- Arkéa-Samsic - Astana Qazaqstan Team - Bora-Hansgrohe - Cofidis - Intermarché-Circus-Wanty - Movistar Team - UAE Team Emirates - Ineos Grenadiers - Groupama-FDJ ProTeams (12)- Burgos-BH - Caja Rural-Seguros RGA - Eolo-Kometa - Equipo Kern Pharma - Euskaltel-Euskadi - Israel-Premier Tech - Team Flanders-Baloise - TotalEnergies - Uno-X Pro Cycling Team - Lotto Dstny - Q36.5 Pro Cycling Team - Tudor Pro Cycling Team |
| |

## Clasificación final
- La clasificación finalizó de la siguiente forma:[3]

| \| Clasificación general \| Clasificación general \| Clasificación general \| Clasificación general \| Clasificación general \| \| Ciclista \| Ciclista \| Equipo \| Tiempo \| \| \| --------------------- \| --------------------- \| ---------------------- \| --------------------- \| --------------------- \| \| 1.º \| Matteo Moschetti \| Q36.5 Pro Cycling Team \| 4 h 43 min 16 s \| \| \| 2.º \| Arnaud De Lie \| Lotto Dstny \| + 0 s \| \| \| 3.º \| Jordi Meeus \| Bora-Hansgrohe \| + 0 s \| \| \| 4.º \| Alexander Kristoff \| Uno-X Pro Cycling Team \| + 0 s \| \| \| 5.º \| Giacomo Nizzolo \| Israel-Premier Tech \| + 0 s \| \| \| 6.º \| Max Walscheid \| Cofidis \| + 0 s \| \| \| 7.º \| Fernando Gaviria \| Movistar Team \| + 0 s \| \| \| 8.º \| Jason Tesson \| TotalEnergies \| + 0 s \| \| \| 9.º \| Paul Penhoët \| Groupama-FDJ \| + 0 s \| \| \| 10.º \| Juan Sebastián Molano \| UAE Team Emirates \| + 0 s \| \| |                       |                        |                 |
| |                       |                        |                 |
| Fuente: ProCyclingStats |                       |                        |                 |
| Clasificación general |                       |                        |                 |
| Ciclista | Ciclista              | Equipo                 | Tiempo          |
| 1.º | Matteo Moschetti      | Q36.5 Pro Cycling Team | 4 h 43 min 16 s |
| 2.º | Arnaud De Lie         | Lotto Dstny            | + 0 s           |
| 3.º | Jordi Meeus           | Bora-Hansgrohe         | + 0 s           |
| 4.º | Alexander Kristoff    | Uno-X Pro Cycling Team | + 0 s           |
| 5.º | Giacomo Nizzolo       | Israel-Premier Tech    | + 0 s           |
| 6.º | Max Walscheid         | Cofidis                | + 0 s           |
| 7.º | Fernando Gaviria      | Movistar Team          | + 0 s           |
| 8.º | Jason Tesson          | TotalEnergies          | + 0 s           |
| 9.º | Paul Penhoët          | Groupama-FDJ           | + 0 s           |
| 10.º | Juan Sebastián Molano | UAE Team Emirates      | + 0 s           |

## Ciclistas participantes y posiciones finales
Convenciones:
- AB-N: Abandono en la etapa "N"
- FLT-N: Retiro por arribo fuera del límite de tiempo en la etapa "N"
- NTS-N: No tomó la salida para la etapa "N"
- DES-N: Descalificado o expulsado en la etapa "N"

## UCI World Ranking
La Clásica de Almería otorgó puntos para el UCI World Ranking para corredores de los equipos en las categorías UCI WorldTeam, UCI ProTeam y Continental. Las siguientes tablas son el baremo de puntuación y los diez corredores que obtuvieron más puntos:
| Posición              | 1.º | 2.º | 3.º | 4.º | 5.º | 6.º | 7.º | 8.º | 9.º | 10.º | 11.º | 12.º | 13.º | 14.º | 15.º | 16.º-30.º | 31.º-40.º |
| Clasificación general | 200 | 150 | 125 | 100 | 85  | 70  | 60  | 50  | 40  | 35   | 30   | 25   | 20   | 15   | 10   | 5         | 3         |

| Clasificación |                       |                     |         |
| Posición      | Ciclista              | Equipo              | General |
| ------------- | --------------------- | ------------------- | ------- |
| 1.º           | Matteo Moschetti      | Q36.5 Pro           | 200     |
| 2.º           | Arnaud De Lie         | Lotto Dstny         | 150     |
| 3.º           | Jordi Meeus           | Bora-Hansgrohe      | 125     |
| 4.º           | Alexander Kristoff    | Uno-X               | 100     |
| 5.º           | Giacomo Nizzolo       | Israel-Premier Tech | 85      |
| 6.º           | Max Walscheid         | Cofidis             | 70      |
| 7.º           | Fernando Gaviria      | Movistar            | 60      |
| 8.º           | Jason Tesson          | TotalEnergies       | 50      |
| 9.º           | Paul Penhoët          | Groupama-FDJ        | 40      |
| 10.º          | Juan Sebastián Molano | UAE Emirates        | 35      |